# Umejská sámština
Umejská sámština je sámský jazyk z ugrofinské větve uralské jazykové rodiny. Dnes se jí mluví pouze ve Švédsku podél řeky Ume a zbývá už jen okolo 20 nebo 10 mluvčích. UNESCO ji v Atlase světových jazyků v ohrožení hodnotí jako kriticky ohrožený jazyk a Ethnologue ji zařadilo mezi téměř vymřelé jazyky.
Umejská sámština je jedním ze čtyř sámských jazyků, které oficiálně nemají svoji psanou podobu. Má tři mluvnická čísla (singulár, plurál, duál) a na rozdíl od sousední jižní sámštiny se v ní již vyskytuje souhlásková gradace.

## Příklady

### Číslovky
| Umejská sámština | Česky |
| akte             | jeden |
| guökte           | dva   |
| gulbme           | tři   |
| nilje            | čtyři |
| vijhte           | pět   |
| guvhte           | šest  |
| tjijtje          | sedm  |
| gaktse           | osm   |
| åktse            | devět |
| lúhke            | deset |